# Нижний Арбаш
Ни́жний Арба́ш (тат. Түбән Арбаш) — деревня в Кукморском районе Республики Татарстан, в составе Уркушского сельского поселения.

## Этимология названия
Топоним произошёл от татарского слова «түбән» (нижний) и ойконима «Югары Арбаш» (Верхний Арбаш).

## География
Деревня находится в верховье реки Баш Арбаши, в 29 км к югу от районного центра, города Кукмора.

## История
Деревня упоминается в первоисточниках с 1619 года.
В сословном плане, вплоть до 1860-х годов жителей деревни причисляли к государственным крестьянам. Их основными занятиями в то время были земледелие, скотоводство.
По сведениям из первоисточников, в начале XX столетия в деревне действовали мечеть, мектеб.
С 1930 года в деревне работали коллективные сельскохозяйственные предприятия.
Административно, до 1920 года деревня относилась к Мамадышскому уезду Казанской губернии, с 1920 года — к Мамадышскому кантону, с 1932 года (с перерывом) — к Кукморскому району Татарстана.

## Население
Динамика
По данным переписей, население деревни увеличивалось с 54 душ мужского пола в 1782 году до 556 человек в 1908 году. В последующие годы численность населения деревни уменьшалась и в 2017 году составила 86 человек.
Национальный состав
Согласно результатам переписи 2002 года, в национальной структуре населения села татары составляли 99% из 137 человек.

## Экономика
Полеводство, растениеводство.

## Социальные объекты
Клуб, библиотека. 

## Религиозные объекты
Мечеть (с 2007 года).